# Hiba Kamal Abu Nada
Hiba Kamal Abu Nada (àrab: هبة كمال صالح أبو ندى, Hiba Kamāl Ṣāliḥ Abū Nadà) (la Meca, 24 de juny de 1991 - Khan Yunis, 20 d'octubre de 2023) va ser una poetessa, novel·lista, nutricionista i viquipedista palestina.

## Trajectòria
Abu Nada va néixer el 24 de juny de 1991 a la Meca, l'Aràbia Saudita, en el bressol d'una família originària de Beit Jirja (àrab: بيت جرجه), empesa a refugiar-se després de la Nakba, denominació del desplaçament forçat de palestins després de la Guerra arabo-israeliana de 1948. A l'àmbit acadèmic es va graduar en Bioquímica a la Universitat Islàmica de Gaza, va exercir com a professora i, posteriorment, va completar un màster en Nutrició clínica a la Universitat Al-Azhar de Gaza. El 2017 va quedar en segon lloc al premi Xarjah a la creativitat àrab per la seva novel·la الأكسجين ليس للموتى, al-Uksujīn laysa li-l-mawtà (lit. ‘L'oxigen no és per als morts’). El 2021 es va oferir com a voluntària a l'enciclopèdia virtual Viquipèdia, a través d'un programa a distància anomenat WikiWrites, del qual va ser la correctora lingüística d'articles abans de la seva publicació.
El 20 d'octubre de 2023, a l'edat de 32 anys, va morir a la seva casa de Khan Yunis, a la franja de Gaza, durant un bombardeig de les forces armades israelianes. Un dia abans de morir ella va escriure: «Si morim, sàpiguen que estem satisfets i ferms, i diguin al món, en nom nostre, que som persones justes/del costat de la veritat». També un dia abans de la seva mort va escriure un poema sobre el conflicte entre Israel i Palestina de 2023.